# Штальгофен-ам-Візензее
Штальгофен-ам-Візензее (нім. Stahlhofen am Wiesensee) — громада в Німеччині, розташована в землі Рейнланд-Пфальц. Входить до складу району Вестервальд. Складова частина об'єднання громад Вестербург.
Площа — 2,42 км2. Населення становить 363 ос. (станом на 31 грудня 2020).

## Галерея

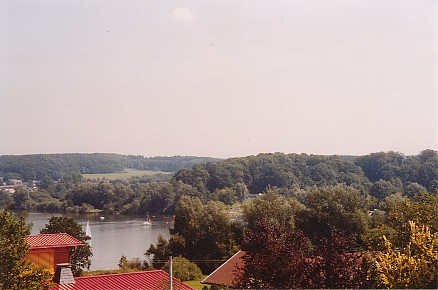
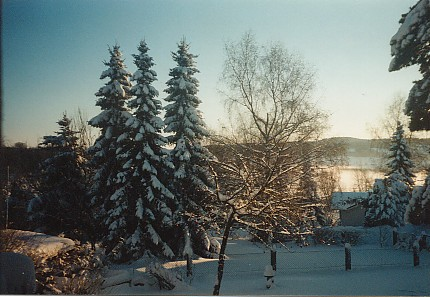